# Falkenlibellen
Die Falkenlibellen (Corduliidae) sind eine Familie der Libellen (Odonata). In Deutschland leben sieben Arten dieser Gruppe. Namensgebend für die Familie ist die Falkenlibelle (Cordulia aenea). Deren wissenschaftlicher Gattungsname Cordulia bedeutet so viel wie „die Keulige“ (Griech.: kordyleia), was sich auf die Abdomenform des Männchens bezieht.

## Merkmale
Die Falkenlibellen sind mittelgroße Vertreter der Großlibellen (Anisoptera); ihre nächsten Verwandten sind die Segellibellen (Libellulidae). Die meisten Arten besitzen relativ lange Beine und sind metallisch-grün gefärbt (im Alter teils kupferfarben; manche auch düster und matt), wobei besonders die Körper der Smaragdlibellen (Gattung Somatochlora) ein schimmerndes Grün aufweisen. Die Augen sind oft in leuchtenden Grüntönen gefärbt. Der Legeapparat (Ovipositor) der Weibchen ist zu einer einfachen Klappe reduziert. Die Eier werden einzeln (Somatochlora), in Klümpchen (Cordulia) oder in Laichschnüren (Epitheca) ins Wasser abgegeben. Die untersetzt wirkenden Larven tragen eine Helmmaske und sind teilweise mit besonders langen Beinen sowie auffälligen Dornen am Hinterleib ausgestattet.

## Lebensweise
Ihren deutschen Namen verdanken die Falkenlibellen dem schnellen Flug ihrer männlichen Imagines, bei dem sie häufig die Richtung wechseln. Dies erinnert an den Flug eines Falken. Die Männchen fallen darüber hinaus durch ausdauernde und gewandte Flugaktivitäten auf. Die Weibchen sind allerdings scheu und verstecken sich oft in der Ufervegetation.
Die Paarung der Tiere beginnt im Flug, wird jedoch sitzend beendet. Zur Eiablage wird das Weibchen nicht vom Männchen begleitet. Es fliegt dazu meist dicht über der Wasseroberfläche und taucht seinen Hinterleib mehrfach kurz ins Wasser ein; einige Arten legen ihre Eier auch in den Uferschlamm.
Die Larven halten sich vor allem am Gewässergrund auf und sind sehr bewegungsträge. Häufig sind sie auch im Schlamm zu finden. Ihre Entwicklungsdauer zieht sich meist über zwei bis drei Jahre hin, von manchen Arten sind zwölf oder mehr Larvenstadien bekannt.
Falkenlibellen haben recht eng definierte Lebensraumansprüche. Einige Arten sind auf dystrophe Moorgewässer spezialisiert, andere bevorzugen naturnahe, verkrautete Gewässer in Auen und Niederungen.

## Fossilbericht
Der Fossilbericht der Falkenlibellen ist insgesamt nur sehr spärlich, wobei aufgrund der systematischen Diskussionen auch die Zuordnung schwierig ist. Als eine der ältesten bekannten Falkenlibellen gilt die Eocordulia cretacea, die 1986 aus der Mongolei beschrieben wurde und aus der Unterkreide stammt; die Zuordnung wird allerdings angezweifelt. Ein in Bernstein eingeschlossener Flügel aus dem frühen Eozän Frankreichs weist Ähnlichkeiten mit denen verschiedener Falkenlibellengattungen (Dorocordulia, Williamsonia, Hemicordulia) auf, weitere Funde aus dem Eozän, Oligozän und Miozän werden den Gattungen Croatocordulia, Stenogomphus, Miocordulia, Cordulia, Epitheca und Epophthalmia zugeordnet, sind jedoch ebenfalls strittig. Als älteste, sicher den Falkenlibellen zugeordneter Fossilfund gilt heute die 2005 beschriebene Molecordulia karinae aus dem Paläozän Dänemarks mit einem Alter von etwa 65 Millionen Jahren.

## Gattungen und Arten

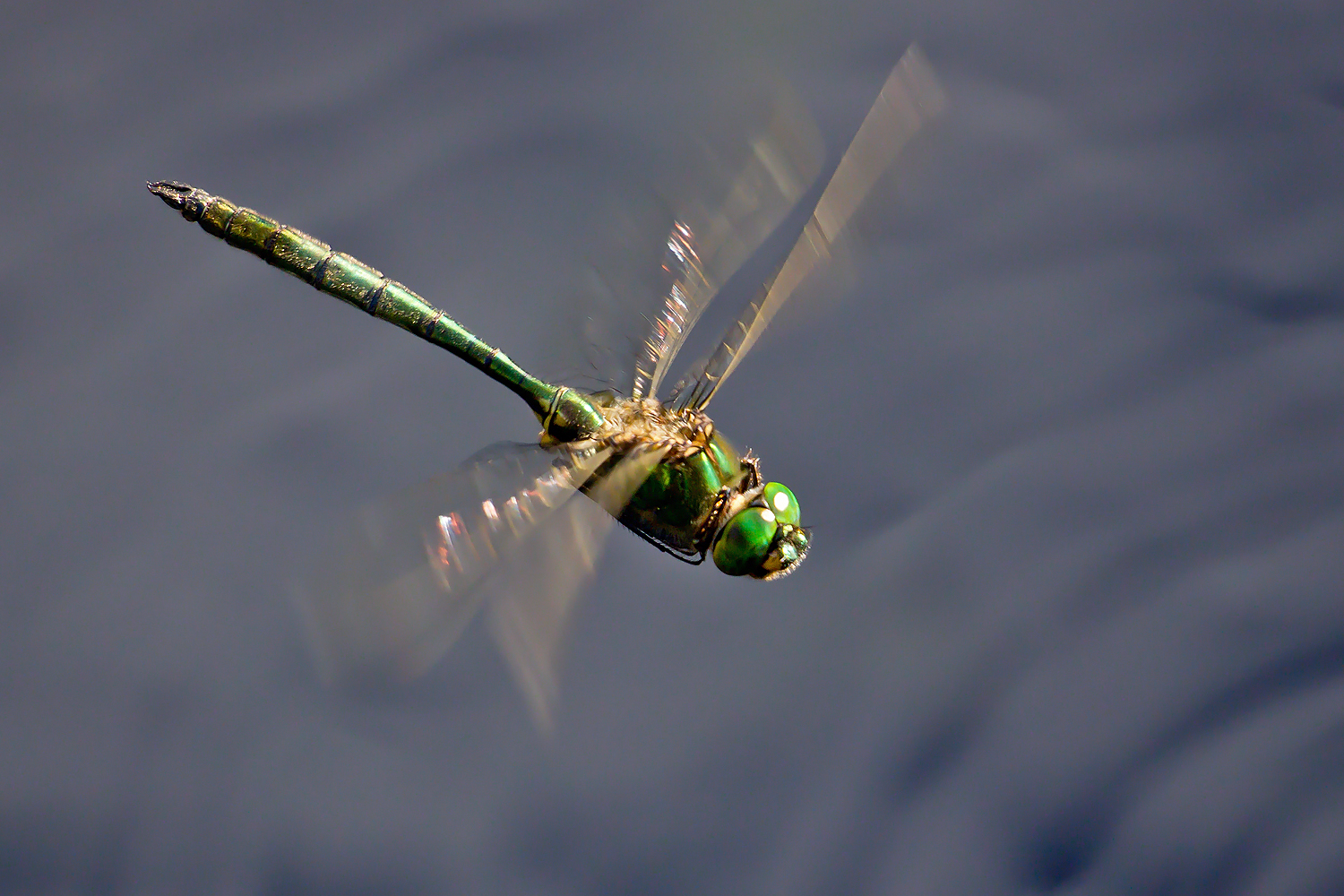
Glänzende Smaragdlibelle (Somatochlora metallica),
Männchen auf Patrouillenflug

Derzeit werden 39 Gattungen der Falkenlibellen unterschieden. In Europa sind 11 Arten aus insgesamt 5 Gattungen heimisch, wobei die Arten der Smaragdlibellen (Somatochlora) mit 7 Arten überwiegen. Die verbleibenden 4 Gattungen sind mit nur je einer Art vertreten.
- Aeschnosoma Selys, 1870
- Antipodochlora Fraser, 1939
- Apocordulia Watson, 1980
- Archaeophya Fraser, 1959
- Austrocordulia Tillyard, 1909
- Austrophya Tillyard, 1909
- Cordulephya Selys, 1870
- Falkenlibellen (Cordulia)
  - Falkenlibelle, Gemeine Smaragdlibelle (Cordulia aenea)
- Cordulisantosia Fleck & Costa, 2007
- Dorocordulia Needham, 1901
- Zweiflecke (Epitheca)
  - Zweifleck, Zweiflecklibelle (Epitheca bimaculata)
- Gomphomacromia Brauer, 1864
- Guadalca Kimmins, 1957
- Helocordulia Needham, 1901
- Hemicordulia Selys, 1870
- Hesperocordulia Tillyard, 1911
- Heteronaias Needham & Gyger, 1937
- Idionyx Hagen, 1867
- Idomacromia Karsch, 1896
- Lathrocordulia Tillyard, 1911
- Lauromacromia Geijskes, 1970
- Libellulosoma Martin, 1907
- Flussherrscher (Macromia)
  - Europäischer Flussherrscher (Macromia splendens)
- Metaphya Laidlaw, 1912
- Micromidia Fraser, 1959
- Navicordulia Machado & Costa, 1995
- Neocordulia Selys, 1882
- Neophya Selys, 1881
- Nesocordulia McLachlan, 1882
- Neurocordulia Selys, 1871
- Flussfalken (Oxygastra)
  - Gekielter Flussfalke (Oxygastra curtisii)
- Paracordulia Martin, 1906
- Pentathemis Karsch, 1890
- Procordulia Martin, 1907
- Pseudocordulia Tillyard, 1909
- Rialla Navás, 1915
- Smaragdlibellen (Somatochlora)
  - Alpen-Smaragdlibelle (Somatochlora alpestris)
  - Arktische Smaragdlibelle (Somatochlora arctica)
  - Rhodopen-Smaragdlibelle (Somatochlora borisi)
  - Gefleckte Smaragdlibelle (Somatochlora flavomaculata)
  - Balkan-Smaragdlibelle (Somatochlora meridionalis)
  - Glänzende Smaragdlibelle (Somatochlora metallica)
  - Polar-Smaragdlibelle (Somatochlora sahlbergi)
- Syncordulia Selys, 1882
- Williamsonia Davis, 1913